# Organsvikt
Organsvikt avser en fysiologisk process där ett organ slutar att fungera normalt.
Organsvikt definieras enligt en källa som att ett av kroppens livsviktiga organ slutar att fungera normalt. Slutar två eller flera sådana organ att fungera kallas det multiorgansvikt.